# 塔布比爾
塔布比爾是巴布亞新畿內亞的城鎮，位於新畿內亞島，距離與印度尼西亞接壤的邊境約20公里，由西部省負責管轄，始建於1972年，最高點海拔高度457米，2005年人口13,800。